# ۵۳۸ (میلادی)
۵۳۸ (میلادی) پانصد و سی و هشتمین سال تقویم میلادی است.

## درگذشتگان
‎